# Oswaldofilaria
Oswaldofilaria ist eine Gattung der Filarien mit elf Arten. Sie sind Parasiten bei Echsen und Krokodilen.

## Merkmale
Oswaldofilaria sind Oswaldofilariinae mit einem langen Drüsenteil des Ösophagus, der bei Weibchen länger als 2 mm ist. Die Vulva liegt generell vor der Körpermitte, selten am hinteren Ende des Ösophagus. Der Ovijektor ist lang und komplex aufgebaut. Der Schwanz der Weibchen ist glatt oder trägt kurz vor dem Ende einige Höcker. Die beiden Spicula sind gut entwickelt und differieren in Größe und Gestalt. Die Kaudalpapillen sind in zwei Reihen oder ringförmig in der Analregion angeordnet. Zusätzlich treten einige wenige an der Schwanzspitze auf. Die Mundöffnung ist manchmal leicht bauchseitig lokalisiert.

## Systematik
Die Gattung enthält folgende Arten:
- Oswaldofilaria acanthosauri Bursey, Goldberg & Grismer, 2015
- Oswaldofilaria azevedoi Bain, 1974
- Oswaldofilaria brevicaudata Rodhain & Vuylsteke, 1937
- Oswaldofilaria chlamydosauri Breinl, 1913
- Oswaldofilaria innisfailensis Mackerras, 1962
- Oswaldofilaria kanbaya Manzanell, 1986
- Oswaldofilaria lanfrediae Larrat, De-Vasconcelas-Melo, Furo-Gomez, Wilkens & DosSantos, 2018
- Oswaldofilaria medemi Marinkelle, 1981
- Oswaldofilaria pffugfelderi Frank, 1964
- Oswaldofilaria samfordensis Manzanell, 1982
- Oswaldofilaria versterae Bain, Kouyate & Baker, 1982